# أليخاندرو سواريز
أليخاندرو سواريز (بالإسبانية: Alejandro Suárez Velázquez) هو منافس ألعاب قوى مكسيكي، ولد في 30 نوفمبر 1980.

## وصلات خارجية
- أليخاندرو سواريز على موقع الاتحاد الدولي لألعاب القوى (الإنجليزية)
- أليخاندرو سواريز على موقع أوليمبيديا (الإنجليزية)